# Юнацький чемпіонат Європи з футболу (U-19) 2009 (елітний раунд)
Юнацький чемпіонат Європи з футболу (U-19) 2009 (елітний раунд) — відбірний етап, що пройшов у 2009 році. До фінального турніру потрапили сім збірних, збірна України, як господар була вільна від відбору.

## Група 1
| Збірна    | І | В | Н | П | ГЗ | ГП | РГ | О |
| --------- | - | - | - | - | -- | -- | -- | - |
| Сербія    | 3 | 2 | 1 | 0 | 5  | 1  | +4 | 7 |
| Фінляндія | 3 | 1 | 1 | 1 | 4  | 3  | +1 | 4 |
| Угорщина  | 3 | 1 | 0 | 2 | 4  | 5  | −1 | 3 |
| Австрія   | 3 | 1 | 0 | 2 | 3  | 7  | −4 | 3 |

| 12 травня 2009 14:00 UTC+1 |

| Угорщина             | 2 – 3    | Австрія                        |
| -------------------- | -------- | ------------------------------ |
| Сімон 14' Тішлер 56' | Протокол | Графогл 35' 45+1' Драгович 44' |

| Таванкут, Таванкут, Сербія Арбітр: Марцін Борський (Польща) |

| 12 травня 2009 16:30 UTC+1 |

| Сербія   | 1 – 1    | Фінляндія |
| -------- | -------- | --------- |
| Ляїч 49' | Протокол | Пуккі 6'  |

| Міський, Суботиця, Сербія Глядачів: 700 Арбітр: Галіс Езкаг'я (Туреччина) |

| 14 травня 2009 14:00 UTC+1 |

| Фінляндія | 1 – 2    | Угорщина            |
| --------- | -------- | ------------------- |
| Пуккі 18' | Протокол | Сімон 6' Тамаши 77' |

| Таванкут, Таванкут, Сербія Арбітр: Саймон Еванс (Уельс) |

| 14 травня 2009 16:30 UTC+1 |

| Сербія                       | 3 – 0    | Австрія |
| ---------------------------- | -------- | ------- |
| Савич 47' Ляїч 55' Милич 59' | Протокол |         |

| Бачка, Суботиця, Сербія Глядачів: 1,000 Арбітр: Галіс Езкаг'я (Туреччина) |

| 17 травня 2009 16:30 UTC+1 |

| Угорщина | 0 – 1    | Сербія        |
| -------- | -------- | ------------- |
|          | Протокол | Мількович 33' |

| Міський, Суботиця, Сербія Глядачів: 1,000 Арбітр: Саймон Еванс (Уельс) |

| 17 травня 2009 16:30 UTC+1 |

| Австрія | 0 – 2    | Фінляндія            |
| ------- | -------- | -------------------- |
|         | Протокол | Лепола 45' Пуккі 90' |

| Бачка, Суботиця, Сербія Арбітр: Марцін Борський (Польща) |

## Група 2
| Збірна     | І | В | Н | П | ГЗ | ГП | РГ | О |
| ---------- | - | - | - | - | -- | -- | -- | - |
| Словенія   | 3 | 1 | 2 | 0 | 6  | 4  | 2  | 5 |
| Нідерланди | 3 | 1 | 2 | 0 | 3  | 2  | 1  | 5 |
| Росія      | 3 | 0 | 2 | 1 | 6  | 7  | -1 | 2 |
| Білорусь   | 3 | 0 | 2 | 1 | 2  | 4  | -2 | 2 |

| 4 червня 2009 17:00 UTC+1 |

| Росія                               | 3 – 3    | Словенія               |
| ----------------------------------- | -------- | ---------------------- |
| Смолов 15' 19' Григор'єв 79' (пен.) | Протокол | Реп 13' 40' 53' (пен.) |

| Спортивний парк, Лендава, Словенія Арбітр: Германсен (Данія) |

| 4 червня 2009 17:00 UTC+1 |

| Нідерланди | 0 – 0    | Білорусь |
| ---------- | -------- | -------- |
|            | Протокол |          |

| «Фазанерія», Мурска-Собота, Словенія Арбітр: Аттуелл (Англія) |

| 6 червня 2009 17:00 UTC+1 |

| Росія                     | 2 – 2    | Білорусь              |
| ------------------------- | -------- | --------------------- |
| Григор'єв 27' Шумілін 79' | Протокол | Рахманов 2' Єрчик 57' |

| Спортивний парк, Лендава, Словенія Арбітр: Германсен (Данія) |

| 6 червня 2009 17:00 UTC+1 |

| Словенія | 1 – 1    | Нідерланди  |
| -------- | -------- | ----------- |
| Реп 53'  | Протокол | Вейнович 8' |

| «Фазанерія», Мурска-Собота, Словенія Арбітр: Менаше Масіах (Ізраїль) |

| 9 червня 2009 17:00 UTC+1 |

| Нідерланди                         | 2 - 1    | Росія        |
| ---------------------------------- | -------- | ------------ |
| ван Анголт 31' Вейнович 90' (пен.) | Протокол | Дмитрієв 49' |

| Спортивний парк, Лендава, Словенія Арбітр: Аттуелл (Англія) |

| 9 червня 2009 17:00 UTC+1 |

| Білорусь | 0 - 2    | Словенія                    |
| -------- | -------- | --------------------------- |
|          | Протокол | Омерович 15' Реп 22' (пен.) |

| «Фазанерія», Мурска-Собота, Словенія Арбітр: Менаше Масіах (Ізраїль) |

## Група 3
| Збірна     | І | В | Н | П | ГЗ | ГП | РГ | О |
| ---------- | - | - | - | - | -- | -- | -- | - |
| Туреччина  | 3 | 3 | 0 | 0 | 7  | 1  | +6 | 9 |
| Португалія | 3 | 2 | 0 | 1 | 4  | 4  | 0  | 6 |
| Данія      | 3 | 1 | 0 | 2 | 1  | 4  | −3 | 3 |
| Греція     | 3 | 0 | 0 | 3 | 1  | 4  | −3 | 0 |

| 23 травня 2009 18:00 UTC+1 |

| Туреччина                 | 2 – 1    | Греція                |
| ------------------------- | -------- | --------------------- |
| Йилдирим 67' Албайрак 87' | Протокол | Матсукас 90+5' (пен.) |

| Муніципальний, Торреш-Новаш Арбітр: Лука Банті (Італія) |

| 23 травня 2009 18:00 UTC+1 |

| Португалія                   | 3 – 0    | Данія |
| ---------------------------- | -------- | ----- |
| Фонте 6' Рейш 68' Рошадо 70' | Протокол |       |

| Муніципальний, Ріу-Майор Арбітр: Лаюшкін (Росія) |

| 25 травня 2009 19:00 UTC+1 |

| Туреччина | 1 – 0    | Данія |
| --------- | -------- | ----- |
| Торун 43' | Протокол |       |

| Муніципальний, Фатіма Арбітр: Мур (Шотландія) |

| 25 травня 2009 19:00 UTC+1 |

| Греція | 0 – 1    | Португалія |
| ------ | -------- | ---------- |
|        | Протокол | Фонте 4'   |

| Муніципальний, Карташу Арбітр: Лаюшкін (Росія) |

| 28 травня 2009 19:00 UTC+1 |

| Португалія | 0 – 4    | Туреччина                             |
| ---------- | -------- | ------------------------------------- |
|            | Протокол | Йилдирим 42', 69' Аюк 78' Торун 90+4' |

| Муніципальний, Карташу Арбітр: Лука Банті (Італія) |

| 28 травня 2009 19:00 UTC+1 |

| Данія     | 1 – 0    | Греція |
| --------- | -------- | ------ |
| Меллер 3' | Протокол |        |

| Муніципальний, Ріу-Майор Арбітр: Мур (Шотландія) |

## Група 4
| Збірна    | І | В | Н | П | ГЗ | ГП | РГ | О |
| --------- | - | - | - | - | -- | -- | -- | - |
| Швейцарія | 3 | 2 | 1 | 0 | 10 | 3  | 7  | 7 |
| Бельгія   | 3 | 2 | 1 | 0 | 7  | 1  | 6  | 7 |
| Ірландія  | 3 | 1 | 0 | 2 | 3  | 8  | -5 | 3 |
| Швеція    | 3 | 0 | 0 | 3 | 2  | 10 | -8 | 0 |

| 5 червня 2009 19:00 UTC+1 |

| Бельгія  | 1 – 0    | Ірландія |
| -------- | -------- | -------- |
| Азар 39' | Протокол |          |

| Комплекс Де Кейберг, Тонгерен Арбітр: Кульбаков (Білорусь) |

| 5 червня 2009 |

| Швейцарія            | 3 – 1    | Швеція    |
| -------------------- | -------- | --------- |
| Коч 34' Баша 48' 84' | Протокол | Судич 25' |

| Спортцентрум, Тессендерло Арбітр: Пампорідіс (Греція) |

| 7 червня 2009 19:00 UTC+1 |

| Бельгія                                  | 5 – 0    | Швеція |
| ---------------------------------------- | -------- | ------ |
| Франсуа 13' 36' Азар 33' Бентеке 39' 78' | Протокол |        |

| Крістал-Арена, Берінген Арбітр: Вітієнес (Іспанія) |

| 7 червня 2009 16:00 UTC+1 |

| Ірландія     | 1 – 6    | Швейцарія                                          |
| ------------ | -------- | -------------------------------------------------- |
| Сканнелл 66' | Протокол | Унал 30' Коч 44' Ланг 52' Паше 69' 76' Мустафі 88' |

| Комплекс Де Кейберг, Тонгерен Арбітр: Пампорідіс (Греція) |

| 10 червня 2009 19:00 UTC+1 |

| Швейцарія  | 1 - 1    | Бельгія         |
| ---------- | -------- | --------------- |
| Вютріх 15' | Протокол | Азар 21' (пен.) |

| Крістал-Арена, Берінген Арбітр: Вітієнес (Іспанія) |

| 10 червня 2009 19:00 UTC+1 |

| Швеція      | 1 - 2    | Ірландія              |
| ----------- | -------- | --------------------- |
| Йонссон 39' | Протокол | Доран 30' Коллінз 74' |

| Спортцентрум, Тессендерло Арбітр: Кульбаков (Білорусь) |

## Група 5
| Збірна   | І | В | Н | П | ГЗ | ГП | РГ | О |
| -------- | - | - | - | - | -- | -- | -- | - |
| Франція  | 3 | 2 | 0 | 1 | 8  | 3  | +5 | 6 |
| Норвегія | 3 | 1 | 2 | 0 | 3  | 2  | +1 | 5 |
| Румунія  | 3 | 1 | 1 | 1 | 3  | 4  | −1 | 4 |
| Латвія   | 3 | 0 | 1 | 2 | 1  | 6  | −5 | 1 |

| 18 травня 2009 19:00 UTC+1 |

| Франція  | 1 – 2    | Норвегія                     |
| -------- | -------- | ---------------------------- |
| Бюло 10' | Протокол | Лундебаккен 31' Вангберг 35' |

| Анрі Жан, Байо Глядачів: 600 Арбітр: Коваржик |

| 18 травня 2009 18:30 UTC+1 |

| Румунія             | 2 – 0    | Латвія |
| ------------------- | -------- | ------ |
| Рапа 53' Алібек 58' | Протокол |        |

| Мішель Фарре, Мондвіль Арбітр: Спіркоскі |

| 20 травня 2009 18:30 UTC+1 |

| Франція                             | 4 – 1    | Латвія           |
| ----------------------------------- | -------- | ---------------- |
| Дікамона 43' Партуш 48' 62' Гує 90' | Протокол | Дубра 66' (пен.) |

| Мішель Фарре, Мондвіль Арбітр: Коваржик |

| 20 травня 2009 18:30 UTC+1 |

| Норвегія    | 1 – 1    | Румунія    |
| ----------- | -------- | ---------- |
| Гелланн 74' | Протокол | Алексе 89' |

| Луї Вільмер, Сен-Ло Глядачів: 300 Арбітр: Андре Маррінер |

| 23 травня 2009 19:00 UTC+1 |

| Румунія | 0 – 3    | Франція                              |
| ------- | -------- | ------------------------------------ |
|         | Протокол | Маконда 25' М'Віла 61' Ле Таллек 88' |

| Луї Вільмер, Сен-Ло Арбітр: Андре Маррінер |

| 23 травня 2009 19:00 UTC+1 |

| Латвія | 0 – 0    | Норвегія |
| ------ | -------- | -------- |
|        | Протокол |          |

| Анрі Жан, Байо Арбітр: Спіркоскі |

## Група 6
| Збірна               | І | В | Н | П | ГЗ | ГП | РГ | О |
| -------------------- | - | - | - | - | -- | -- | -- | - |
| Англія               | 3 | 3 | 0 | 0 | 8  | 2  | +6 | 9 |
| Шотландія            | 3 | 2 | 0 | 1 | 6  | 3  | +3 | 6 |
| Словаччина           | 3 | 1 | 0 | 2 | 3  | 6  | –3 | 3 |
| Боснія і Герцеговина | 3 | 0 | 0 | 3 | 0  | 6  | –6 | 0 |

| 27 травня 2009 19:00 UTC+1 |

| Шотландія             | 2 – 1    | Словаччина         |
| --------------------- | -------- | ------------------ |
| Стерлінг 54' Несс 69' | Протокол | Гульдан 29' (пен.) |

| Брамел Лейн, Шеффілд Глядачів: 300 Арбітр: Гомес (Іспанія) |

| 27 травня 2009 20:00 UTC+1 |

| Англія                | 2 – 0    | Боснія і Герцеговина |
| --------------------- | -------- | -------------------- |
| Роуз 40' Рейнджер 85' | Протокол |                      |

| Кіпмоут Стедіум, Донкастер Глядачів: 1071 Арбітр: Туссен (Люксембург) |

| 29 травня 2009 20:00 UTC+1 |

| Шотландія                                | 3 – 0    | Боснія і Герцеговина |
| ---------------------------------------- | -------- | -------------------- |
| Перрі 5' Макдональд 12' Каррі 73' (пен.) | Протокол |                      |

| Кіпмоут Стедіум, Донкастер Арбітр: Туссен (Люксембург) |

| 29 травня 2009 20:00 UTC+1 |

| Словаччина       | 1 – 4    | Англія                                |
| ---------------- | -------- | ------------------------------------- |
| Гал-Андрежлі 57' | Протокол | Рейнджер 28' 51' Дельфунесо 88' 90+2' |

| Веллі Парад, Бредфорд Арбітр: Фабіан (Угорщина) |

| 1 червня 2009 20:00 UTC+1 |

| Англія                 | 2 – 1    | Шотландія             |
| ---------------------- | -------- | --------------------- |
| Рейнджер 65' Мозес 72' | Протокол | Макдональд 85' (пен.) |

| Брамел Лейн, Шеффілд Арбітр: Гомес (Іспанія) |

| 1 червня 2009 20:00 UTC+1 |

| Боснія і Герцеговина | 0 – 1    | Словаччина       |
| -------------------- | -------- | ---------------- |
|                      | Протокол | Гал-Андрежлі 65' |

| Веллі Парад, Бредфорд Глядачів: 252 Арбітр: Фабіан (Угорщина) |

## Група 7
| Збірна    | І | В | Н | П | ГЗ | ГП | РГ  | О |
| --------- | - | - | - | - | -- | -- | --- | - |
| Іспанія   | 3 | 3 | 0 | 0 | 9  | 1  | +8  | 9 |
| Німеччина | 3 | 2 | 0 | 1 | 6  | 1  | +5  | 6 |
| Чехія     | 3 | 1 | 0 | 2 | 6  | 7  | –1  | 3 |
| Естонія   | 3 | 0 | 0 | 3 | 1  | 13 | –12 | 0 |

| 21 травня 2009 17:00 |

| Іспанія                                                | 5 – 1    | Чехія     |
| ------------------------------------------------------ | -------- | --------- |
| Сільва 9' Хоселу 44' Меріда 54' Акіно 90' Фальке 90+1' | Протокол | Мішун 74' |

| Кадріорг, Таллінн Глядачів: 250 Арбітр: Ставрідіс (Греція) |

| 21 травня 2009 19:30 |

| Німеччина                                     | 5 – 0    | Естонія |
| --------------------------------------------- | -------- | ------- |
| Шюррле 23', 73' Голтбі 35' Роде 74' Волце 85' | Протокол |         |

| A. Le Coq Arena, Таллінн Глядачів: 5480 Арбітр: Лерьюс (Швеція) |

| 23 травня 2009 17:00 |

| Німеччина  | 1 – 0    | Чехія |
| ---------- | -------- | ----- |
| Голтбі 33' | Протокол |       |

| Кадріорг, Таллінн Глядачів: 180 Арбітр: Бергонці (Італія) |

| 23 травня 2009 19:30 |

| Естонія | 0 – 3    | Іспанія                              |
| ------- | -------- | ------------------------------------ |
|         | Протокол | Акіно 12' Алькантара 30' Серрано 62' |

| A. Le Coq Arena, Таллінн Глядачів: 6860 Арбітр: Ставрідіс (Греція) |

| 26 травня 2009 19:30 |

| Іспанія           | 1 – 0    | Німеччина |
| ----------------- | -------- | --------- |
| Меріда 70' (пен.) | Протокол |           |

| Кадріорг, Таллінн Глядачів: 580 Арбітр: Бергонці (Італія) |

| 26 травня 2009 19:30 |

| Чехія                                          | 5 – 1    | Естонія |
| ---------------------------------------------- | -------- | ------- |
| Навратіл 25', 77' Шурал 50' Краут 90+1', 90+2' | Протокол | Тамм 1' |

| A. Le Coq Arena, Таллінн Глядачів: 6483 Арбітр: Лерьюс (Швеція) |